# だって好きなんだもん!
『だって好きなんだもん！』（だってすきなんだもん）は、志連ユキ江による日本の漫画。『ヤングチャンピオン』（秋田書店）にて連載された。単行本は全2巻。本誌2012年20号から2013年17号において2度の休止を挟んで全18話が掲載された（単行本収録分）。また、『月刊ヤングチャンピオン烈』（同社刊）の2013年No.6号で、出張読み切りとして番外編が掲載された。

## あらすじ
全寮制の女子高である私立聖百道女学園（以下、百女）に編入した天崎あすかには、ある秘密があった。それは男であるということであった。しかし編入早々に、案内を務める志賀かほりに一目惚れしてしまい、その弾みであすかの秘密がばれてしまった。編入の際に理事長とは「ばれれば即退学」という約束を交わしていたあすかは、他の関係者にばれないように、様々な誘惑に晒されながらも学園生活を送ることになった。

## 登場人物

### 私立聖百道女学園
天崎あすか
全寮制の女子高である百女に編入した男の娘。日常的な女装を行っている上、小柄かつ細身、男子でありながら乳房も女性らしい身体、特徴的なツインテールを持っているため、完全に美少女然の人物。上記のとおり、「ばれたら即退学」の条件で学園生活を送っていた。股間以外は全く女子と変わらない体つきをしており、股間が露わにならない限り女子寮の女湯に入っても他の生徒にばれないほどである。
性的に興奮しやすい性分であり、しばしば股間を充血させては自身の秘密を知るしほりを慌てさせている。その上マゾヒズムの趣向もあり、尻を叩かれて股間を充血させた様子が描写される。猥褻行為の標的にもされやすく、編入前のある日にバス内で痴漢に遭っていたことや編入後に路上強姦されそうになったことがあるが、いずれも東郷浩士に助けられて難を逃れた。特に前者はあすかに憧れの思いを抱かせる出来事となり、本来男子が入学できるはずもない百女にあすかが入学しようと決意した動機にもなった。東郷に思いをはせている一方でかほりにも恋愛感情を抱いている。編入初日にしほりに一目ぼれして以来、人目をはばからずしほりに絡み付いてディープキスを行うなど極めて濃厚なアプローチを行っている。
最終的には全校生徒に「動かぬ証拠」を見られたことで退学を覚悟するが、度重なるアプローチを受けていたしほりは溜らずあすかを引き留め、その勢いで晴れて両想いとなりベッドイン。結局理事長以下の総意によって引き続き在学を認められる。
好物はグラタン。趣味は雑貨屋巡り。好きな色はピンク。
志賀かほり
編入初日のあすかの学校案内を担当したことがきっかけで行動を共にするようになった2年生の女子。隣接する私立六本松男子高等学校（以下、六本松）では「百女のマドンナ」として名前が知られており、演劇部の代役を任された際は男役がまるで様にならないほどに見事な巨乳をからかわれたことがある。酒乱の癖があり、ウイスキーボンボン1個で完全に酔ってしまい露出癖や脱がし癖を披露してしまう。
物語後半以降、あすかと同部屋となる。あすかと同じく東郷に惚れており当初は東郷と結ばれたいと思っていたが、あすかの度重なるアプローチにより次第にあすかの方へと思いが向かい、最終的にあすかと結ばれた。
東郷浩士
百女教員を務める元不良。行儀が悪く喧嘩沙汰も頻繁に起こす素行不良の教師であり、教頭からは「理事長の甥でなければさっさと出て行ってもらう」とまで臭されている人物である。だが正義感に溢れており痴漢に対しては鉄拳制裁を辞さず、作中での実力行使もすべて痴漢への制裁である。かほりやあすかがアプローチをしても一切気にも留めないなど、恋愛面では非常に鈍感である。
松本桃子
百女の演劇部員を務める生徒。何かとませたところがあり、勝負下着を履いていたりかほりを下着泥棒撃退のためのおとりに利用したりする面がある。かほりがあすかと同部屋になる前までは桃子がかほりと同部屋であった。あすかが男の娘であることを知った際には「びっくりはしたけどノープロブレム」と完全に受け入れていた。
理事長
百女の理事長を務める若く美しい女性。女装する男子＝男の娘であり本来女子高に入学できるはずもないあすかの編入を「かわいいから」と鶴の一声で認めるなど奔放な人物である。当初はあすかに対して「ばれたら退学」と条件を出したが、実際にばれた際には学園の総意をまとめて「かわいいから」と引き続いてあすかの在学を認めた。他にも、新学期に際して女子寮に下着泥棒へ現れるなどの奇癖を持っている。
極楽印百合子
百女の風紀委員を務める女子生徒。百女の生徒同士がいかがわしい関係にあるところを見かけた際には校則に定められた「不純同性交友罪」に当たるとして懲罰室へ連れて行きスパンキングを行う。かほりの弁によると風紀委員は停学や退学などの重い処分に関する権限も持っているという。あすかが男の娘であることを知った際、学園の総意に沿うかのようにあすかとかほりの仲も容認した
黒瀬狂華
百合子と同じく風紀委員を務める女子生徒。百合子の側近であり、百合子を「お嬢様」と呼び慕っている。百合子よりも強烈なスパンキングを操るがあすかには効かなかった。
轟真伊
百女の新聞部部長。あすかとかほりの仲にただならぬものを察し、それ以来執拗に2人を追い回すようになった。あすかの生写真を有料で提供する、パンチラ写真を好んですっぱ抜くなど取材には不純な部分が目立つ。あすかに取材をした際にあすかがかほりに恋慕していることについての手掛かりをうっかり話してしまったことで真伊は2人の関係に確信めいたものを抱いてしまう。そして真伊は2人が大浴場で性的な接触をしている場面を激写するが、2人が風紀委員とのトラブルを起こしていた経緯をかほりから聞かされて「あすかのヌード写真を撮る」という条件付きで写真の公開を容赦した。はじめは手軽なコスプレ写真から頼み、徐々に気を許したところでヌード写真を撮影するという方法で目的を達成しようとしたが、欲情してあすかに襲いかかってしまうという誤算が起こり、その様子をかほりに激写されたことで脅迫ネタとなる写真の処分を要求され、これを渋々飲んだ。あすかが男の娘であることを知った際には桃子と共に祝福していた。
教頭先生
百女の教頭を務めており、規律を重んじる美女である。東郷の素行に苦言を呈するも当の本人には受け流され、あすかが男の娘であることが周知となった際、理事長を諌めても相手にされなかった。

### 私立六本松男子高等学校
神城貴比呂
六本松の生徒会長であり、世界長者番付ベスト5常連の神城財閥の御曹司である。あすかとかほりに乱暴しようとした部下の生徒を黒づくめのボディガードに制裁させた。一目ぼれを装ってかほりに近づいてたが直後に自ら24時間体制で調査し続けたストーカーであることを明かす。そして自身がかほりに抱く愛に強い自信を持って強引に性行為へ持ち込もうとするが、かほりを守るためにあすかが壁となって性技を代わりに受けようとした。だが神城自身は男子校暮らしのせいもあって、女子に全く免疫のない童貞であり、データに頼らなければ前戯もままならず執事に無線で手筈を教えてもらう体たらくであった。結局あすかから「傷つくことを恐れず気持ちを込めて触れ合うことが大事」と諭され、負けを認めつつあすかに心変わりした（あすかが男の娘であることを知るところまで踏み込まなかった）。

## 書誌情報
- 志連ユキ江 『だって好きなんだもん！』 秋田書店〈ヤングチャンピオンコミックス〉、全2巻
  1. 2013年5月20日発売[3]、ISBN 978-4-253-14610-4
  2. 2013年9月20日発売[4]、ISBN 978-4-253-14611-1